# Beauraing
Beauraing (wal. Biarin) – miasto w południowo-wschodniej Belgii, w Regionie Walońskim, w prowincji Namur, w okręgu Dinant. 1 stycznia 2024 roku liczyło 9490 mieszkańców na powierzchni 174,63 km². Językiem używanym w mieście jest francuski.

## Podział administracyjny
W skład miasta wchodzi 14 dzielnic (section):
- Baronville
- Dion
- Felenne
- Feschaux
- Focant
- Froidfontaine
- Honnay
- Javingue
- Martouzin-Neuville
- Pondrôme
- Vonêche
- Wancennes
- Wiesme
- Winenne

## Objawienia Maryjne
Miejscowe sanktuarium katolickie powstało dla uczczenia objawień maryjnych, które miały miejsce między 29 listopada 1932 i 3 stycznia 1933. Maryja ukazała się pięciorgu dzieciom. Sanktuarium odwiedził papież Jan Paweł II 18 maja 1985 podczas pielgrzymki do Belgii. Troje widzących Gilberte i Albert Voisin oraz Gilberte Degeimbre żyło jeszcze wówczas w mieście. Kult i nadprzyrodzony charakter objawień zostały zaaprobowane przez Kościół katolicki 2 lipca 1949.